# Deeltrekker

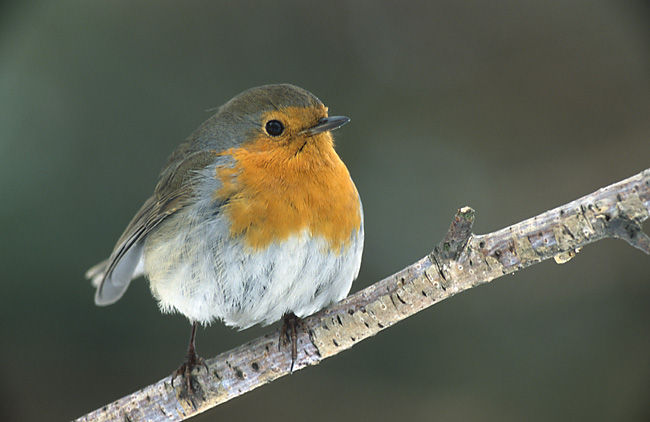
Roodborstje

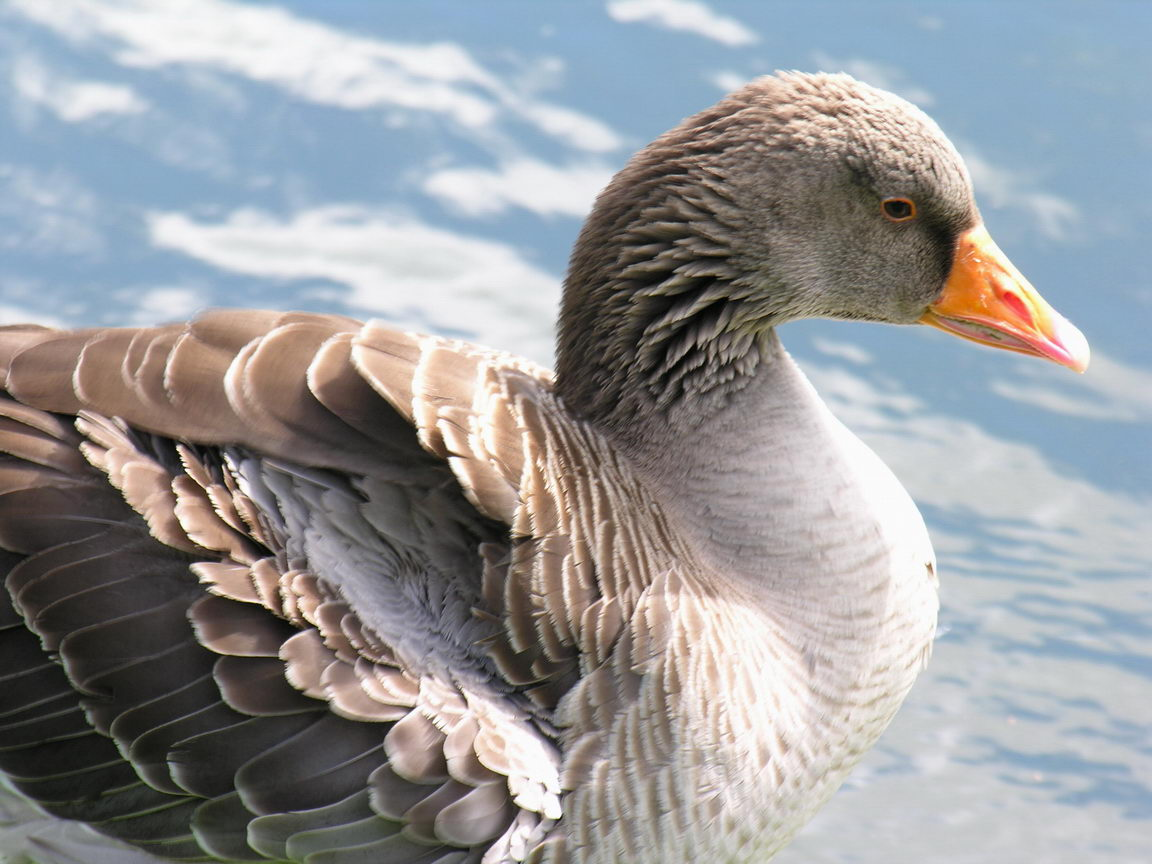
Grauwe gans

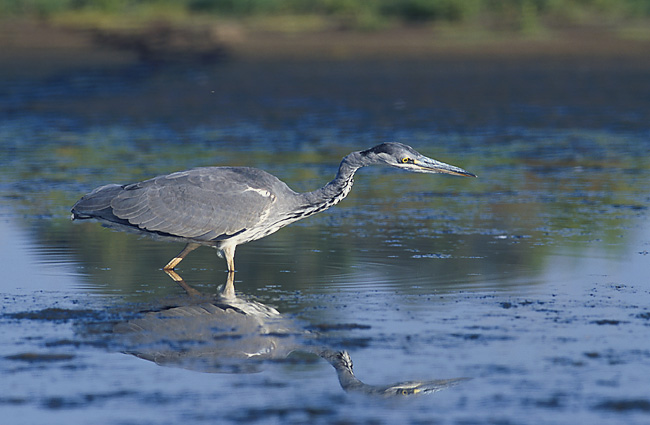
Blauwe reiger

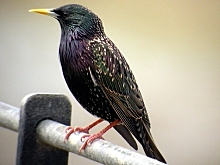
Spreeuw

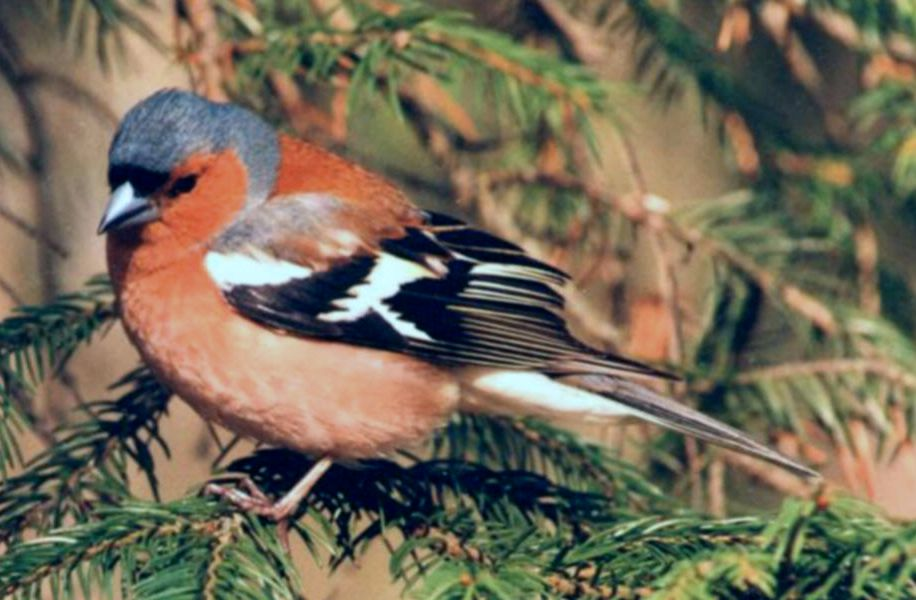
Vink

Een deeltrekker is een vogelsoort waarvan sommige individuen  uit het broedgebied wegtrekken, terwijl anderen  daar blijven overwinteren. Ze worden ook wel partieel migrant genoemd.
De wegtrekkers zijn vooral vrouwtjes en juvenielen (onvolwassenen), de blijvers zijn de mannetjes.

## Indeling vogelsoorten naar trekgedrag
De volgende driedeling is mogelijk:
- trekvogel, als alle individuen van die soort in de herfst wegtrekken.
- deeltrekker, als een deel van de individuen wegtrekt.
- standvogel, als de vogelsoort geen trek vertoont, dus gewoon in het broedgebied blijft.

Vaak zijn populaties uit Noord-Europa trekvogel en die uit Zuid-Europa standvogel. Nederland neemt veelal een tussenpositie in. Daar trekt van een vogelsoort dikwijls slechts een deel weg.
Door de klimaatveranderingen zijn sommige trekvogel-soorten langzaam veranderd richting deeltrekkers. Bij zachte winters blijven er steeds meer individuen overwinteren. Zij hebben de beste territoria al bezet als hun trekkende soortgenoten terugkomen.

## Voorbeelden echte deeltrekkers
Een voorbeeld van deeltrek bij een Nederlandse broedvogels is de roodborst: Ongeveer de helft van de Nederlandse roodborstjes trekt zuidwaarts; vooral vrouwtjes en juvenielen. Hun plaats wordt ingenomen door noordelijke roodborstjes die in Nederland overwinteren.
Andere deeltrekkers zijn:
- havik
- sperwer
- Grauwe gans
- Roerdomp
- Blauwe reiger
- Spreeuw
- Vink
- Geelgors